# Lonicera subspicata
Lonicera subspicata là một loài thực vật có hoa trong họ Kim ngân. Loài này được Hook. & Arn. mô tả khoa học đầu tiên năm 1839.

## Hình ảnh

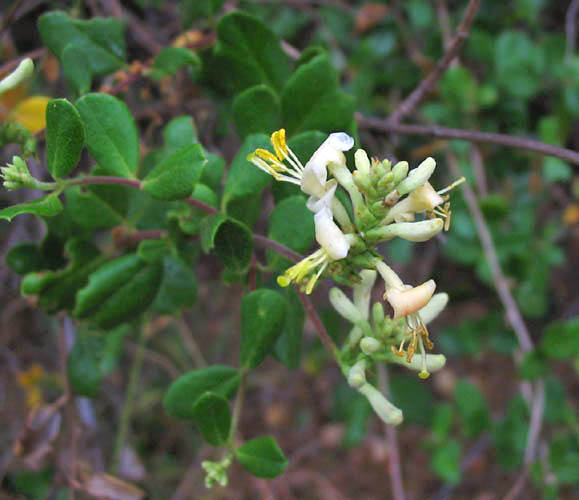